# 黑森贝格矩阵
在线性代数中，黑森贝格矩阵（Hessenberg matrix）是一种特殊的方阵，与三角阵很相似。一个上黑森贝格矩阵H的次对角元以下的所有元素都为0（hij=0,i>j+1），一个下黑森贝格矩阵H的次对角元以上的所有元素都为0（hij=0,i<j-1）。黑森贝格矩阵以卡尔·黑森贝格的名字来命名。
例如，
{\displaystyle {\begin{bmatrix}1&4&2&3\\3&4&1&7\\0&2&3&4\\0&0&1&3\\\end{bmatrix}}}
是一个上黑森贝格矩阵（upper Hessenberg matrix），
{\displaystyle {\begin{bmatrix}1&2&0&0\\5&2&3&0\\3&4&3&7\\5&6&1&1\\\end{bmatrix}}}
是一个下黑森贝格矩阵（lower Hessenberg matrix）。
黑森贝格矩阵在线性代数算法中应用广泛，比如在许多特征值算法中就是先将一个矩阵化为黑森贝格矩阵（如使用豪斯霍尔德算法等），然后再将黑森贝格矩阵化为对角矩阵（如使用QR分解等）。